# Jardin botanique de Kandawgyi

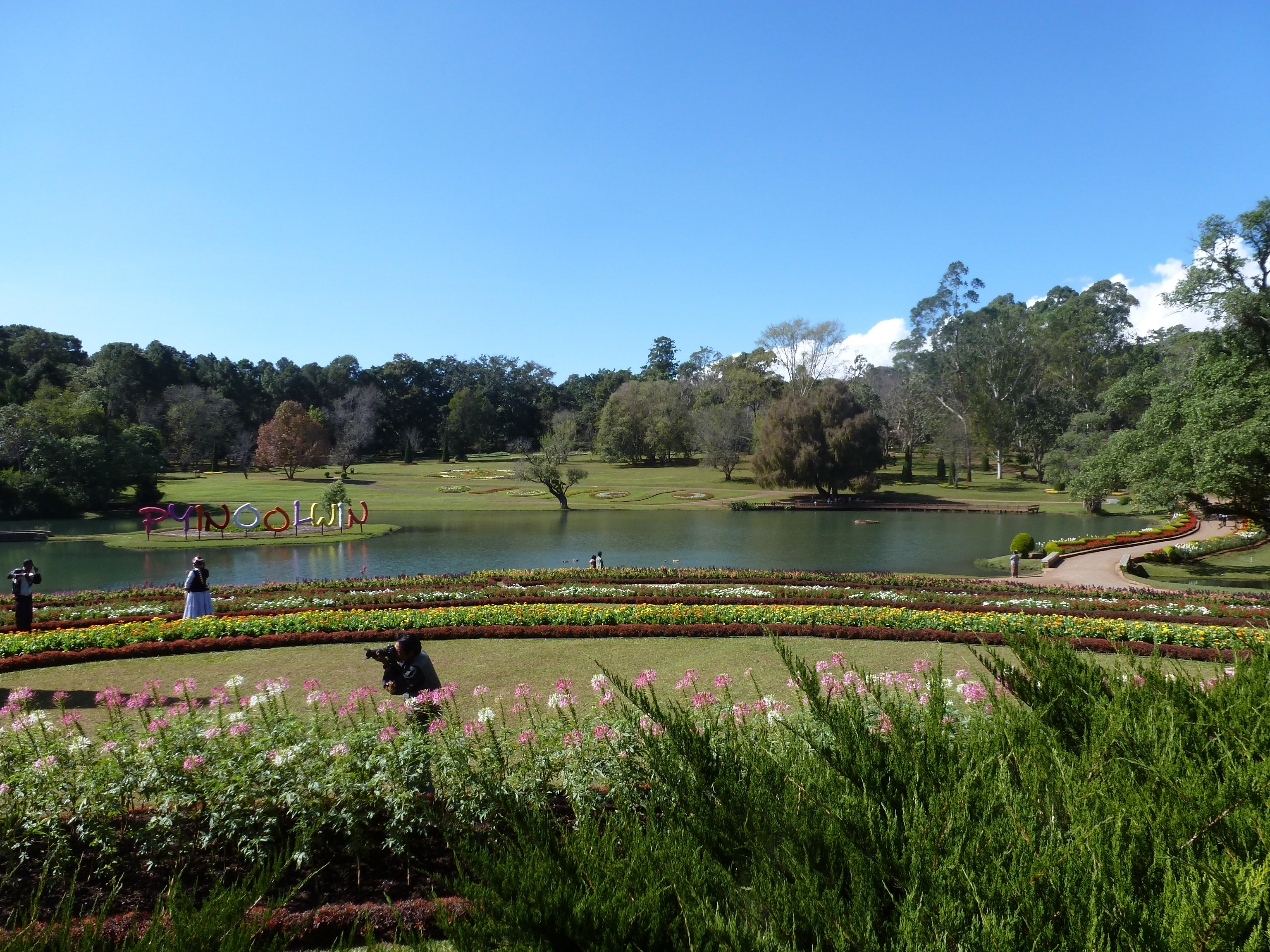
Vue partielle en 2011.

Le Jardin botanique national de Kandawgyi (birman : ရုက္ခဗေဒယ္ယာဉ္‌ /‌ MLCTS : rukhka be da. u. yyany) est un jardin botanique de 177 hectares situé à Pyin U Lwin (jadis Maymyo), dans le centre de la Birmanie.
Il fut créé en 1915 sous le nom de Jardins botaniques de Maymyo par l'anglais Alex Rodger. Le site d'origine faisait 12 hectares et était dessiné sur le modèle des Jardins botaniques royaux de Kew, grâce à l'aide de Lady Cuff, une botaniste de Kew. Il fut reconnu officiellement par le gouvernement en 1917. Agrandi à presque 100 hectares, il reçut en 1924 le statut de Réserve botanique gouvernementale. Le 1er décembre 1942, en pleine guerre mondiale, le Ministère des Forêts le déclara « zone forestière protégée ».[citation nécessaire] Le 1er décembre 2000, le chef de l'état, le général Than Shwe, le renomma Jardin national de Kandawgyi, étendu à 177 hectares.

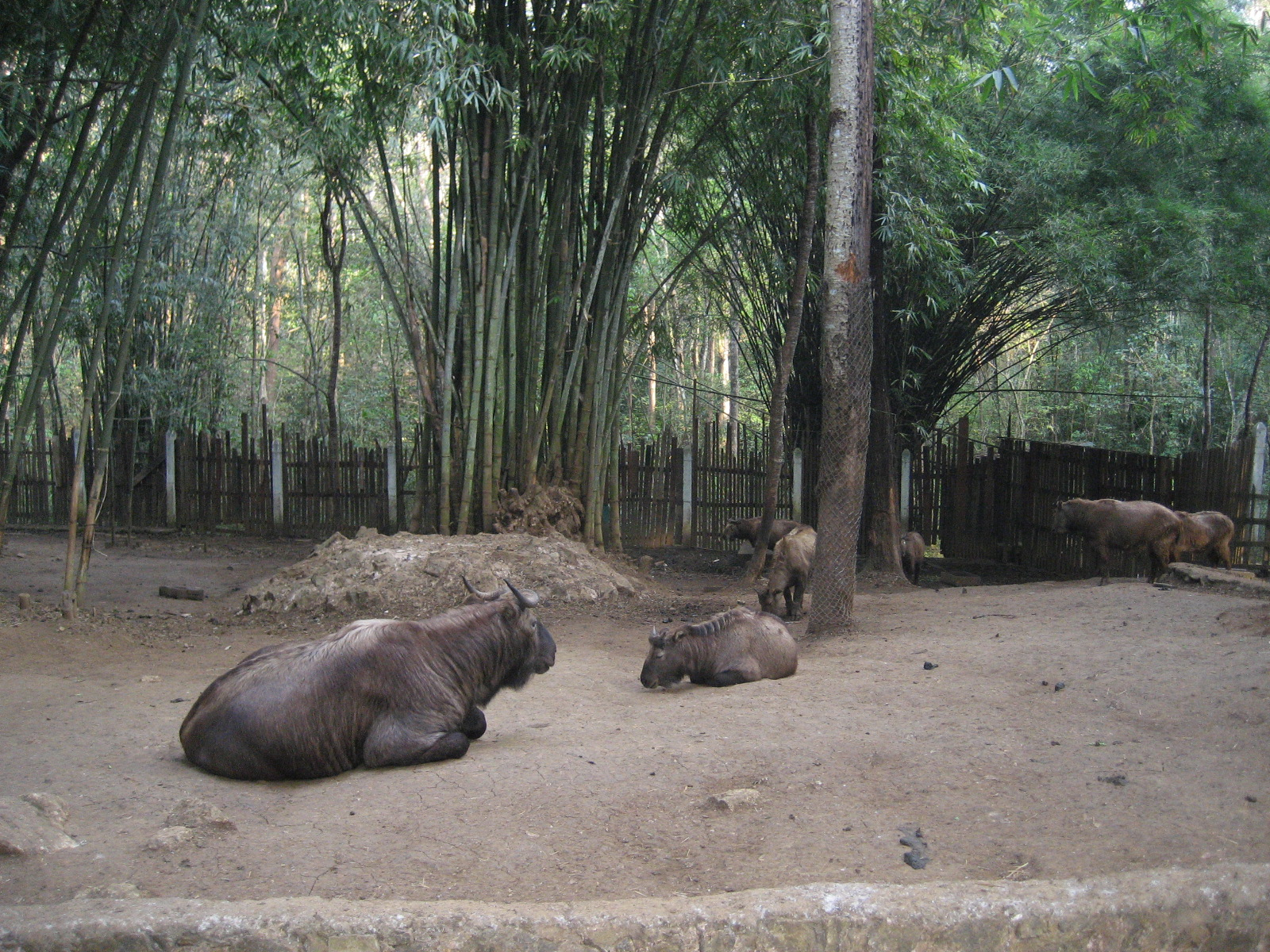
Des takins dans le jardin en 2006.

Le jardin botanique présente 344 espèces d'arbres, 133 espèces d'orchidées indigènes, 25 espèces de roses, et 6 espèces de Liliaceae. Des plantes médicinales y sont également cultivées. 16 hectares du site constituent une « zone forestière protégée ». Très apprécié des touristes, le jardin est géré par le Ministère des Forêts et a été utilisé pour promouvoir l'écotourisme en Birmanie.
Il abrite aussi des espèces animales en danger comme le Thamin (ou Cerf d'Eld), le Cerf cochon, le Takin et la Tortue étoilée de Birmanie.